# ポーラ・ネグリ
ポーラ・ネグリ（Pola Negri、1897年1月3日 - 1987年8月1日）は、ポーランド出身の女優である。本名バルバラ・アポロニア・ハウピェツ(Barbara Apollonia Chałupiec)。芸名の姓の「ネグリ」はイタリアの詩人アダ・ネグリから取ったもの。サイレント映画時代に活動し、妖艶なヴァンプ（悪女）役で大スターとなった。

## 来歴
ロシア帝国領時代のポーランド・リプノに生まれた。母親は没落したポーランド貴族の家の出身で、父親はスロバキア出身のブリキ職人だった。父親はロシアに対する革命運動に身を投じたために逮捕され、シベリアに流刑となったため、残された母子はワルシャワに移ることとなった。ワルシャワでバレエ・ダンサーになる訓練を受けていたが病気が元で挫折、演技の道に進む。第一次世界大戦の終わり頃までには、ワルシャワで人気舞台女優となっていた。ロマの娘を自称し、その激しい気性と強烈な個性はすぐにドイツの演劇界の皇帝と呼ばれていた演出家マックス・ラインハルトに見いだされてベルリンに移った。そしてラインハルトの作品『寵姫ズムルン』に主演。この姿が映画界の大物プロデューサーのパウル・ダーフィドゾンの目に留まった。ダーフィドゾンは当時、喜劇で人気俳優兼監督だったエルンスト・ルビッチをネグリの主演する悲劇『呪の眼』の監督に抜擢した。この作品の成功の後、ネグリとルビッチはダーフィドゾンの下で『カルメン』、『パッション』、ラインハルトの戯曲の映画化『寵姫ズムルン』、『山猫ルシカ』、『灼熱の情花』を製作。彼らの作品は世界中で成功し、1922年にはハリウッドに招かれることになった。
1920年代には、彼女のエキゾチックでグラマラスな容姿は人気を博し、また、チャールズ・チャップリンとの婚約やルドルフ・ヴァレンティノとのロマンスも話題になった。特に1926年、ヴァレンティノが亡くなった後の彼女の振る舞いはメディアの注目となった。彼女はヴァレンティノと結婚する約束をしていたと明かし、彼の棺が列車でニューヨークからロサンゼルスまで運ばれるのについてゆき、列車が止まる度に写真家のために大袈裟にポーズを取った。葬式では何度も失神し、彼女の名前が綴られた大きなフラワー・アレンジメントをヴァレンティノの墓の上に置くように用意した。しかし多くのヴァレンティノの友人は、二人は結婚する予定などなかったと主張し、彼女の振る舞いは単なる売名行為だと非難した。その頃から彼女のキャリアは下降しはじめる。彼女の強いポーランド訛りの英語は大衆に受け入れられず、当たり役であった悪女役は徐々に流行遅れとなっていった。
ネグリはヴァレンチノの死後一年も経たない1927年５月にグルジアの王子だと主張する軍人と結婚した。しかしながら流産及び夫が彼女の財産を投機資金に流用し、1929年の株の大暴落で大損、離婚に至る。
トーキー移行後、1932年にRKOのA Woman Commandsに主演。映画は成功しなかったが彼女が歌った劇中歌「Paradise」がヒットし、歌手として全米で興業を行った。

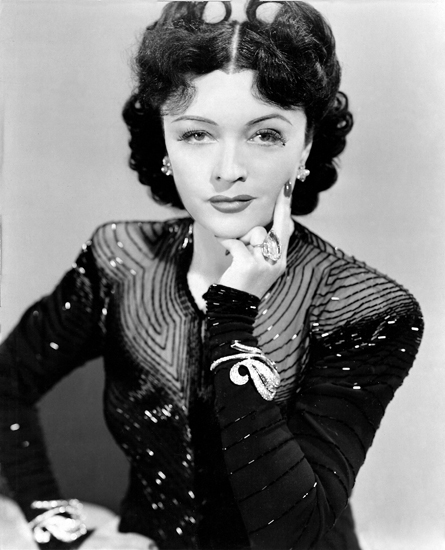
『Hi Diddle Diddle』出演時（1943年）

1934年以降はヨーロッパに戻り、ドイツ映画に出演。『マヅルカ』、『夜のタンゴ』の劇中歌をヒットさせた。この頃、これらのドイツ映画の成功によってヒトラーがネグリを気に入り、執拗にプロパガンダ映画への出演を依頼するが、それを嫌い、フランスに移住。同時期、フランスの雑誌に「ヒトラーの愛人」と書き立てられ、この雑誌を提訴し、勝訴している。1940年、ヒトラーが侵攻してきたフランスを去り、アメリカに戻った。1943年のHi Diddle Diddle の助演が好評だったことから、数本の映画や劇場に出演。
戦後、ビリー・ワイルダーは『サンセット大通り』の主演を彼女に持ちかけたが、「落ちぶれた往年の大女優」という役柄に難色を示し、断った（結局、その役を演じたのは、往年の彼女のライバルであったグロリア・スワンソンで、大成功を収めた上に、女優の第一線に返り咲くこととなった）。ワイルダーは後年、ネグリなどをモチーフとした『悲愁 - Fedora』(1979年)を作っている。
1951年にはアメリカの市民権を取得。1964年の『クレタの風車』が最後の作品。1948年からロサンゼルスで同居していた親友とも恋人とも言われた石油長者の相続人の女性と共に、1957年にテキサス州サンアントニオへ移住、1987年に同地で死去した。

## 主な出演作品
- 官能の奴隷 Niewolnica zmysłów (1914)
- 嵐に散らされたバラ Rosen, die der Sturm entblättert (1917)
- 死出の舞 Mania (1918)
- 呪の眼 Die Augen der Mumie Ma/The Eyes of The Mummy (1918)
- 染まぬ花 Der gelbe Schein/The Yellow Ticket (1918)
- カルメン Carmen/Gypsy Blood (1918)
- 人生のメリー・ゴーラウンド Das Karussell des Lebens (1919)
- 彼女を罰せよ Kreuziget sie! (1919)
- 仇討 Vendetta (1919)
- パッション Madame Dubarry (1919)
- 豊情歌 Die Marchesa d’Armiani (1920)
- 寵姫ズムルン Sumurun/One Arabian Night (1920)
- 恋に殉じた女 Das Martyrium (1920)
- 新椿姫 Arme Violetta (1920)
- 山猫ルシカ Die Bergkatze/The Wildcat (1921)
- 名花サッフォー Sappho/Mad Love (1921)
- 灼熱の情花 Die Flamme (1923)
- ベラ・ドンナ Bella Donna (1923)
- チート The Cheat (1923)
- 西班牙の踊子 The Spanish Dancer (1923)
- 巴里の暗影 Shadows of Paris (1924)
- 煉獄の花 Men (1924)
- 嘆きの白百合 Lily of the Dust (1924)
- 禁断の楽園 Forbidden Paradise (1924)
- スエズの東 East of Suez (1925)
- 紅椿 The Charmer (1925)
- 魔風恋風 Flower of Night (1925)
- 落花長恨 A Woman of the World (1925)
- 桃色の曲者 Good and Naughty (1926)
- 帝国ホテル Hotel Imperial (1927)
- 鉄条網 Barbed Wire (1927)
- 罪に立つ女 The Woman on Trial (1927)
- オレンジ実る頃 The Secret Hour (1928)
- 三罪人 Three Sinners (1928)
- 女優情史 Loves of an Actress (1928)
- モスコーの女 The Woman from Moscow (1928)
- The Way of Lost Souls (1929)
- A Woman Commands (1932)
- Fanatisme (1934)
- マヅルカ Mazurka (1935)
- Moskau – Shanghai (1936)
- Madame Bovary (1937)
- 夜のタンゴ Tango Notturno (1937)
- Die fromme Lüge (1938)
- Die Nacht der Entscheidung (1938)
- Hi Diddle Diddle (1943)
- クレタの風車 The Moon-Spinners (1964)